# إنفانتي كارلوس، كونت مونتيمولين
إنفانتي كارلوس، كونت مونتيمولين (بالإسبانية: Carlos Luis de Borbón y Braganza) (و. 1818 – 1861 م) هو كاتب إسباني، ولد في مدريد، توفي في ترييستي، عن عمر يناهز 43 عاماً.

## جوائز
حصل على جوائز منها:
- Knight of the Order of the Holy Spirit  [لغات أخرى]‏
- فارس ترتيب سانت ميشيل
- وسام فارس رهبانية الصوفة الذهبية.